# Shut Up and Dance (bài hát của Walk the Moon)
"Shut Up and Dance" (thường được viết cách điệu như "SHUT UP + DANCE") là một bài hát của ban nhạc người Mỹ Walk the Moon nằm trong album phòng thu thứ hai của họ, Talking Is Hard (2014). Nó được phát hành vào ngày 10 tháng 9 năm 2014 như là đĩa đơn đầu tiên trích từ album bởi RCA Records. Bài hát được đồng viết lời bởi tất cả những thành viên của Walk the Moon (Nicholas Petricca, Kevin Ray, Sean Waugaman và Eli Maiman) với hai thành viên Ben Berger và Ryan McMahon thuộc đội sản xuất Captain Cuts, trong khi phần sản xuất được đảm nhiệm bởi Tim Pagnotta, người cũng đồng thời chịu trách nhiệm sản xuất cho tất cả những tác phẩm từ Talking Is Hard. "Shut Up and Dance" là một bản indie pop kết hợp với những yếu tố từ dance-rock và pop rock được lấy cảm hứng dựa trên những kinh nghiệm từ giọng ca chính của nhóm Petricca sau khi trải qua khoảng thời gian tại một hộp đêm ở Los Angeles nơi một cô gái đã mời anh tham gia nhảy với cô, và nam ca sĩ đã hình dung nó trong quá trình sáng tác như là một bản thánh ca để buông bỏ sự thất vọng.
Sau khi phát hành, "Shut Up and Dance" nhận được những phản ứng tích cực từ các nhà phê bình âm nhạc, trong đó họ đánh giá cao giai điệu vui vẻ và hấp dẫn, chất giọng của Petricca cũng như quá trình sản xuất mang hơi hướng thập niên 1980 của nó. Ngoài ra, bài hát còn gặt hái nhiều giải thưởng và đề cử tại những lễ trao giải lớn, bao gồm đề cử tại giải thưởng âm nhạc iHeartRadio năm 2016 cho Bài hát của năm và chiến thắng tại giải thưởng âm nhạc Billboard năm 2016 cho Top Bài hát Radio và Top Bài hát Rock. "Shut Up and Dance" đã trở thành một hit ngủ quên và tiếp nhận những thành công lớn về mặt thương mại, đứng đầu bảng xếp hạng ở Ba Lan và lọt vào top 10 ở nhiều quốc gia khác, bao gồm những thị trường lớn như Úc, Áo, Canada, Đức, Ireland và Vương quốc Anh. Tại Hoa Kỳ, nó đạt vị trí thứ tư trên bảng xếp hạng Billboard Hot 100, giúp nhóm đạt được đĩa đơn đầu tiên vươn đến top 5 và đạt thứ hạng cao nhất tại đây. Tính đến nay, "Shut Up and Dance" đã bán được hơn 8 triệu bản trên toàn cầu, trở thành một trong những đĩa đơn bán chạy nhất mọi thời đại.
Video ca nhạc cho "Shut Up and Dance" được đạo diễn bởi Josh Forbes, trong đó bao gồm những cảnh Petricca gặp gỡ một người phụ nữ trong mơ của anh trên sàn nhảy của một lạc bộ và họ đã cùng nhau nhảy múa, xen kẽ với những hiệu ứng đồ họa được sử dụng xuyên suốt video. Nó đã nhận được một đề cử tại giải Video âm nhạc của MTV năm 2015 cho Video Rock xuất sắc nhất. Để quảng bá bài hát, Walk the Moon đã trình diễn "Shut Up and Dance" trên nhiều chương trình truyền hình và lễ trao giải lớn, bao gồm The Ellen DeGeneres Show, Good Morning America, Jimmy Kimmel Live!, Late Night with Seth Meyers, The Paul O'Grady Show, Today, The Tonight Show Starring Jimmy Fallon, The Voice, giải Video âm nhạc của MTV năm 2015 và giải thưởng Âm nhạc Mỹ năm 2015, cũng như trong nhiều chuyến lưu diễn của họ. Kể từ khi phát hành, nó đã được hát lại và sử dụng làm nhạc mẫu bởi nhiều nghệ sĩ, như Taylor Swift, Ashley Tisdale, Sam Tsui, Kurt Hugo Schneider, Mike Tompkins và Tyler Ward, cũng như xuất hiện trong những tác phẩm điện ảnh và truyền hình, bao gồm Bad Moms và Norm of the North.

## Danh sách bài hát
- Tải kĩ thuật số[2]

1. "Shut Up and Dance" – 3:17

- Đĩa CD[3]

1. "Shut Up and Dance" – 3:17
2. "Shut Up and Dance (trực tiếp tại Sirius XM)" – 3:15

## Thành phần thực hiện
Thành phần thực hiện được trích từ ghi chú của Talking Is Hard, RCA Records.
Thu âm và phối khí
- Thu âm tại Rancho Pagzilla, North Hollywood, California
- Phối khí tại The Casita, Hollywood, California
- Master tại Sterling Sound, New York City

Thành phần
- Nick Petricca – giọng hát, đàn phím, bộ gõ, lập trình, viết lời
- Kevin Ray – bass, giọng hát, viết lời
- Sean Waugaman – bộ gõ, giọng hát, viết lời
- Eli Maiman – guitar, giọng hát, lập trình, viết lời
- Ben Berger – viết lời, sản xuất giọng hát, đồng sản xuất
- Ryan McMahon – viết lời, sản xuất giọng hát, đồng sản xuất
- Jarett Holmes – lập trình, thu âm, biên tập kĩ thuật số
- Tim Pagnotta – sản xuất, thu âm
- Brian Phillips – biên tập kĩ thuật số
- Allen Casillas – biên tập kĩ thuật số
- Ryan Gillmore – biên tập kĩ thuật số
- Mauro Rubbi – kĩ thuật trống
- Andrew "Muffman" Luftman – trợ lý thu âm
- Kuk Harrell – thu âm giọng hát
- Marcos Tovar – thu âm giọng hát
- Blake Mares – hỗ trợ kỹ sư
- Robert Cohen – hỗ trợ kỹ sư
- Neal Avron – phối khí
- Scott Skrzynski – hỗ trợ phối khí
- Joe LaPorta – master

## Xếp hạng
| Bảng xếp hạng (2014-16)                    | Vị trí cao nhất |
| ------------------------------------------ | --------------- |
| Úc (ARIA)                                  | 3               |
| Áo (Ö3 Austria Top 40)                     | 7               |
| Bỉ (Ultratop 50 Flanders)                  | 21              |
| Bỉ (Ultratip Wallonia)                     | 14              |
| Canada (Canadian Hot 100)                  | 4               |
| Canada AC (Billboard)                      | 1               |
| Canada CHR/Top 40 (Billboard)              | 4               |
| Canada Hot AC (Billboard)                  | 3               |
| Colombia (National Report Top Rock)        | 1               |
| Cộng hòa Séc (Rádio Top 100)               | 2               |
| Cộng hòa Séc (Singles Digitál Top 100)     | 15              |
| Đan Mạch (Tracklisten)                     | 35              |
| Châu Âu Nhạc số (Billboard)                | 4               |
| Pháp (SNEP)                                | 28              |
| Đức (GfK)                                  | 10              |
| Hungary (Rádiós Top 40)                    | 7               |
| Hungary (Single Top 40)                    | 17              |
| Ireland (IRMA)                             | 2               |
| Israel (Media Forest)                      | 8               |
| Ý (FIMI)                                   | 79              |
| Nhật Bản (Japan Hot 100)                   | 17              |
| Mexico Top 20 Inglés (Monitor Latino)      | 10              |
| Mexico Nhạc số (Billboard)                 | 18              |
| Hà Lan (Dutch Top 40)                      | 22              |
| Hà Lan (Single Top 100)                    | 28              |
| New Zealand (Recorded Music NZ)            | 11              |
| Ba Lan (Polish Airplay Top 100)            | 1               |
| Scotland (OCC)                             | 2               |
| Slovakia (Rádio Top 100)                   | 2               |
| Slovakia (Singles Digitál Top 100)         | 22              |
| Slovenia (SloTop50)                        | 5               |
| Hàn Quốc (Gaon International Singles)      | 6               |
| Tây Ban Nha (PROMUSICAE)                   | 29              |
| Thụy Điển (Sverigetopplistan)              | 12              |
| Thụy Sĩ (Schweizer Hitparade)              | 20              |
| Anh Quốc (OCC)                             | 4               |
| Hoa Kỳ Billboard Hot 100                   | 4               |
| Hoa Kỳ Adult Alternative Songs (Billboard) | 13              |
| Hoa Kỳ Adult Contemporary (Billboard)      | 1               |
| Hoa Kỳ Adult Pop Airplay (Billboard)       | 1               |
| Hoa Kỳ Alternative Songs (Billboard)       | 1               |
| Hoa Kỳ Dance/Mix Show Airplay (Billboard)  | 6               |
| Hoa Kỳ Dance Club Songs (Billboard)        | 28              |
| Hoa Kỳ Hot Rock Songs (Billboard)          | 1               |
| Hoa Kỳ Pop Airplay (Billboard)             | 2               |

| Bảng xếp hạng (2014)                     | Vị trí |
| ---------------------------------------- | ------ |
| Netherlands (Dutch Top 40)               | 180    |
| US Hot Rock Songs (Billboard)            | 60     |
| Bảng xếp hạng (2015)                     | Vị trí |
| Australia (ARIA)                         | 8      |
| Austria (Ö3 Austria Top 40)              | 27     |
| Belgium (Ultratop 50 Flanders)           | 69     |
| Canada (Canadian Hot 100)                | 10     |
| Denmark (Tracklisten)                    | 95     |
| Germany (Official German Charts)         | 35     |
| Hungary (Rádiós Top 40)                  | 39     |
| Hungary (Single Top 40)                  | 96     |
| Ireland (IRMA)                           | 8      |
| Israel (Media Forest)                    | 26     |
| Japan (Japan Hot 100)                    | 83     |
| Japan Hot Overseas (Billboard)           | 11     |
| Netherlands (Dutch Top 40)               | 98     |
| Netherlands (Single Top 100)             | 55     |
| New Zealand (Recorded Music NZ)          | 19     |
| Poland (ZPAV)                            | 1      |
| South Korea (Gaon International Singles) | 90     |
| Sweden (Sverigetopplistan)               | 16     |
| Switzerland (Schweizer Hitparade)        | 55     |
| UK Singles (Official Charts Company)     | 19     |
| US Billboard Hot 100                     | 6      |
| US Adult Alternative Songs (Billboard)   | 39     |
| US Adult Contemporary (Billboard)        | 4      |
| US Adult Top 40 (Billboard)              | 1      |
| US Alternative Songs (Billboard)         | 2      |
| US Dance/Mix Show Airplay (Billboard)    | 27     |
| US Hot Rock Songs (Billboard)            | 1      |
| US Pop Songs (Billboard)                 | 2      |
| Bảng xếp hạng (2016)                     | Vị trí |
| Argentina (Monitor Latino)               | 70     |
| Brazil (Brasil Hot 100)                  | 63     |
| Slovenia (SloTop50)                      | 26     |
| UK Singles (Official Charts Company)     | 94     |
| US Adult Contemporary (Billboard)        | 15     |
| US Hot Rock Songs (Billboard)            | 18     |
| Bảng xếp hạng (2017)                     | Vị trí |
| Slovenia (SloTop50)                      | 20     |

| Bảng xếp hạng                        | Vị trí |
| ------------------------------------ | ------ |
| UK Singles (Official Charts Company) | 120    |
| US Adult Top 40 (Billboard)          | 11     |
| US Alternative Songs (Billboard)     | 134    |
| US Pop Songs (Billboard)             | 86     |

## Chứng nhận
| Quốc gia | Chứng nhận  | Số đơn vị/doanh số chứng nhận |
| --- | ----------- | ----------------------------- |
| Úc (ARIA) | 6× Bạch kim | 420.000‡                      |
| Áo (IFPI Áo) | Vàng        | 15.000*                       |
| Bỉ (BEA) | Vàng        | 10.000‡                       |
| Canada (Music Canada) | 4× Bạch kim | 321,000                       |
| Đan Mạch (IFPI Đan Mạch) | Bạch kim    | 60.000^                       |
| Đức (BVMI) | Bạch kim    | 400.000‡                      |
| Ý (FIMI) | Bạch kim    | 50.000‡                       |
| México (AMPROFON) | Bạch kim    | 60.000‡                       |
| New Zealand (RMNZ) | Bạch kim    | 15.000*                       |
| Na Uy (IFPI) | Bạch kim    | 10.000‡                       |
| Hàn Quốc (Gaon Chart) | —           | 121,346                       |
| Tây Ban Nha (PROMUSICAE) | Vàng        | 20.000‡                       |
| Thụy Điển (GLF) | 4× Bạch kim | 80.000‡                       |
| Anh Quốc (BPI) | 3× Bạch kim | 1.800.000‡                    |
| Hoa Kỳ (RIAA) | 3× Bạch kim | 3,426,000                     |
| * Chứng nhận dựa theo doanh số tiêu thụ. ^ Chứng nhận dựa theo doanh số nhập hàng. ‡ Chứng nhận dựa theo doanh số tiêu thụ và phát trực tuyến. |             |                               |